# Patto delle catacombe
Il Patto delle catacombe fu un patto firmato da alcuni vescovi, soprattutto latino-americani, il 16 novembre 1965, pochi giorni prima della fine del Concilio Vaticano II, nelle catacombe di Domitilla.
Il documento era una sfida ai “fratelli nell'Episcopato” a portare avanti una “vita di povertà”, una Chiesa “serva e povera”, come aveva suggerito papa Giovanni XXIII.

## Storia
Il 16 novembre 1965, pochi giorni prima della chiusura del Concilio Vaticano II, una quarantina di padri conciliari hanno celebrato una Eucaristia nelle catacombe di Domitilla, a Roma, chiedendo fedeltà allo Spirito di Gesù.
Dopo questa celebrazione, firmarono il Patto delle Catacombe. I firmatari – fra di essi molti brasiliani e latinoamericani e un unico italiano: mons. Luigi Bettazzi; altri aderirono successivamente al patto – si impegnavano a vivere in povertà, a rinunciare a tutti i simboli o ai privilegi del potere e a mettere i poveri al centro del loro ministero pastorale. Il testo ebbe una forte influenza sulla Teologia della Liberazione, che sarebbe sorta negli anni seguenti. Due dei firmatari e propositori del Patto furono monsignor Hélder Pessoa Câmara e monsignor José Maria Pires.

## Testo del Patto
- Cercheremo di vivere come vive ordinariamente la nostra popolazione per quanto riguarda l’abitazione, l’alimentazione, i mezzi di locomozione e tutto il resto che da qui discende.

- Rinunciamo per sempre all’apparenza e alla realtà della ricchezza, specialmente negli abiti (stoffe ricche, colori sgargianti), nelle insegne di materia preziosa (questi segni devono essere effettivamente evangelici). Né oro né argento. Non possederemo a nostro nome beni immobili, né mobili, né conto in banca, ecc.; e, se fosse necessario averne il possesso, metteremo tutto a nome della diocesi o di opere sociali o caritative.

- Tutte le volte che sarà possibile, affideremo la gestione finanziaria e materiale nella nostra diocesi ad una commissione di laici competenti e consapevoli del loro ruolo apostolico, al fine di essere, noi, meno amministratori e più pastori e apostoli.
- Rifiutiamo di essere chiamati, oralmente o per scritto, con nomi e titoli che significano grandezza e potere (Eminenza, Eccellenza, Monsignore…). Preferiamo essere chiamati con il nome evangelico di Padre.

- Nel nostro comportamento, nelle nostre relazioni sociali, eviteremo quello che può sembrare un conferimento di privilegi, priorità, o anche di una qualsiasi preferenza, ai ricchi e ai potenti (es. banchetti offerti o accettati, nei servizi religiosi).

- Eviteremo ugualmente di incentivare o adulare la vanità di chicchessia, con l’occhio a ricompense o a sollecitare doni o per qualsiasi altra ragione. Inviteremo i nostri fedeli a considerare i loro doni come una partecipazione normale al culto, all’apostolato e all’azione sociale.

- Daremo tutto quanto è necessario del nostro tempo, riflessione, cuore, mezzi, ecc., al servizio apostolico e pastorale delle persone e dei gruppi laboriosi ed economicamente deboli e poco sviluppati, senza che questo pregiudichi le altre persone e gruppi della diocesi. Sosterremo i laici, i religiosi, i diaconi o i sacerdoti che il Signore chiama ad evangelizzare i poveri e gli operai condividendo la vita operaia e il lavoro.

- Consci delle esigenze della giustizia e della carità, e delle loro mutue relazioni, cercheremo di trasformare le opere di “beneficenza” in opere sociali fondate sulla carità e sulla giustizia, che tengano conto di tutti e di tutte le esigenze, come un umile servizio agli organismi pubblici competenti.

- Opereremo in modo che i responsabili del nostro governo e dei nostri servizi pubblici decidano e attuino leggi, strutture e istituzioni sociali necessarie alla giustizia, all’uguaglianza e allo sviluppo armonico e totale dell’uomo tutto in tutti gli uomini, e, da qui, all’avvento di un altro ordine sociale, nuovo, degno dei figli dell’uomo e dei figli di Dio.

- Poiché la collegialità dei vescovi trova la sua più evangelica realizzazione nel farsi carico comune delle moltitudini umane in stato di miseria fisica, culturale e morale – due terzi dell’umanità – ci impegniamo: – a contribuire, nella misura dei nostri mezzi, a investimenti urgenti di episcopati di nazioni povere;

- a richiedere insieme agli organismi internazionali, ma testimoniando il Vangelo come ha fatto Paolo VI all’Onu, l’adozione di strutture economiche e culturali che non fabbrichino più nazioni proletarie in un mondo sempre più ricco che però non permette alle masse povere di uscire dalla loro miseria.

- Ci impegniamo a condividere, nella carità pastorale, la nostra vita con i nostri fratelli in Cristo, sacerdoti, religiosi e laici, perché il nostro ministero costituisca un vero servizio; così: – ci sforzeremo di “rivedere la nostra vita” con loro; – formeremo collaboratori che siano più animatori secondo lo spirito che capi secondo il mondo; – cercheremo di essere il più umanamente presenti, accoglienti…; – saremo aperti a tutti, qualsiasi sia la loro religione.

Tornati alle nostre rispettive diocesi, faremo conoscere ai fedeli delle nostre diocesi la nostra risoluzione, pregandoli di aiutarci con la loro comprensione, il loro aiuto e le loro preghiere.

Aiutaci Dio ad essere fedeli.»